# Maria de Lurdes Braga de Sá Teixeira
Maria de Lourdes Braga de Sá Teixeira (19 de outubro de 1907 — 19 de julho de 1984) foi uma aviadora portuguesa, sendo a primeira mulher a obter o brevete em Portugal, no ano de 1928, aos vinte e um anos.

## Biografia
Nascida numa família de média-alta burguesia, era filha de Afonso Henriques Botelho de Sá Teixeira, um coronel médico. Este opôs-se veemente contra os desejos de Milú (como era apelidada) em pilotar um avião. Perante o enfraquecimento do estado de saúde da filha devido à sua oposição, mudou de vontade e permitiu-lhe prosseguir com os seus desejos.

Obteve o seu brevete de pilotagem no dia 6 de dezembro de 1928, com um avião Caudron G3, na Escola Militar de Aeronáutica (então a funcionar na Granja do Marquês, em Sintra). O seu instrutor foi o então capitão piloto-aviador Craveiro Lopes, que mais tarde seria Presidente da República.
Nas comemorações do 85.º aniversário da atribuição do brevete foi distinguida pela Comissão Municipal de Toponímia da Câmara Municipal de Lisboa tendo sido o seu nome dado a um jardim da freguesia dos Olivais, nas imediações do Aeroporto Humberto Delgado, recebendo o nome de "Jardim Maria de Lourdes Sá Teixeira".